# Gubbtjärnen (Lima socken, Dalarna, 674248-136380)
Gubbtjärnen är en sjö i Malung-Sälens kommun i Dalarna och ingår i Dalälvens huvudavrinningsområde.